# Karl Hopf
Karl Hopf o Carl Hermann Friedrich Johann Hopf (Hamm, Westfàlia 19 de febrer de 1832 - Wiesbaden, 23 d'agost de 1873) va ser un historiador i expert en la Grècia medieval, tant romana d'Orient com llatina.
Hopf es va graduar a la Universitat de Bonn, on va rebre el seu doctorat en història medieval grega. Va treballar com a professor i bibliotecari a la Universitat de Greifswald i a la Universitat de Königsberg. sovint visitava els arxius medievals grecs i italians buscant fonts per als seus treballs.

## Treballs
- (En anglès) List of works published by Karl Hopf, listed in Catalogue of National library in Berlin